# Вёрсбах
Вёрсбах (нем. Wörsbach) — река в Германии, протекает по земле Гессен. Левый приток Эмсбаха.
Вёрсбах берёт начало неподалёку от города Идштайн. Течёт на север через населённые пункты Идштайн, Вёрсдорф, Валльрабенштайн, Дауборн. Впадает в Эмсбах у населённого пункта Нидербрехен коммуны Брехен.
Длина реки составляет 24,5 км, площадь водосборного бассейна — 118,8 км². Высота истока 340 м. Высота устья 140 м.